# Takagari

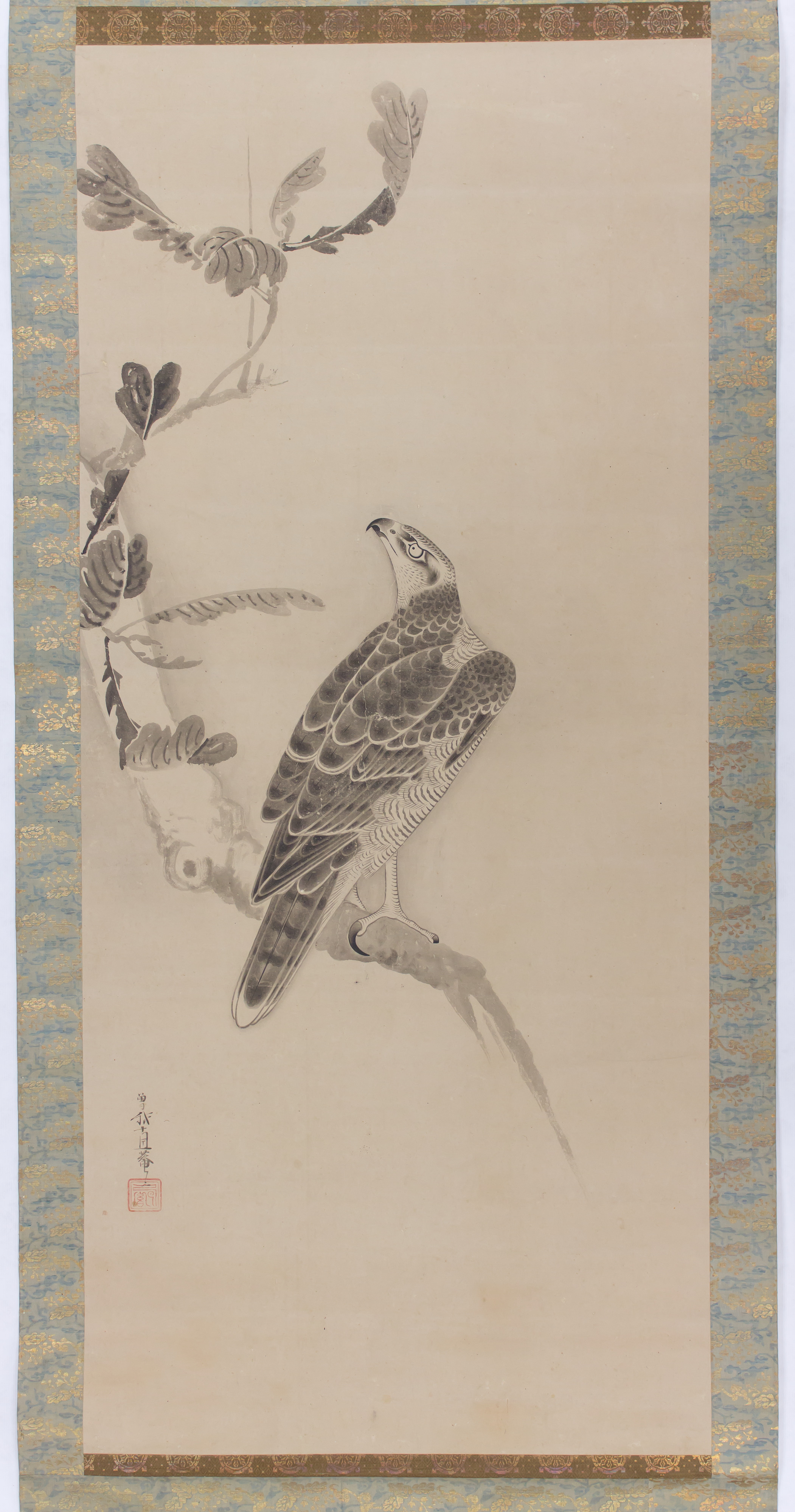
Falco su di un ramo - inchiostro su carta di Soga Nichokuan (c. 1634–66) - Metropolitan Museum of Art

La falconeria tradizionale giapponese o Takagari/Takigari (鷹狩?), fu praticata dalla nobiltà guerriera (samurai e daimyō) del Sol Levante dal Periodo Kofun (300–538), più precisamente non prima del regno dell'imperatore Nintoku (r. 313–399), fino al Rinnovamento Meiji (1868–1912).
Dopo la Seconda guerra mondiale, il governo imperiale sospese la pratica della falconeria e la tradizione del takagari è oggi custodita da club formati da appassionati.

## Storia

### Origine
L'arrivo della falconeria nell'Estremo Oriente, certamente veicolata dai nomadi della steppa eurasiatica, data al VII secolo a.C. La pratica è citata da fonti del 680 a.C. dell'Antica Cina, a quel tempo interessata da frequenti contatti/scontri con le popolazioni della steppa, prima cioè della fondazione dell'Impero cinese vero e proprio nel 221 a.C. Dalla Cina degli Han (206 a.C.–220 d.C.), la falconeria, ormai a un tempo passatempo, status symbol e momento d'interazione sociale fondamentale per le élite siniche, raggiunse la Corea e da questa passò al Giappone, due paesi allora intenti a costruirsi quali culture/compagini statali sul modello sinico. In Corea, la pratica si diffuse durante il locale periodo dei "Tre Regni" (57 a.C.–668 d.C.), con buona probabilità nel III secolo, e passò circa un secolo dopo nel Sol Levante, allora interessato dal c.d. "Periodo Kofun" (300–538).
Secondo gli Annali del Giappone, jp. Nihon shoki (日本書紀?), nell'anno 355, regnante l'incredibilmente longevo imperatore Nintoku (r. 313–399), la cui longevità è oggi oggetto di forte dibattito, un principe di Baekje, uno dei predetti Tre Regni di Corea, chiamato Sakeno-Kimi presentò a Nintoku un rapace di bianco pennaggio sconosciuto ai nipponici, chiamato kuchi, con il quale questi si dilettò a cacciare tanto da risolvere di promuovere tale pratica. Il kuchi, etimo non certo coreano ma probabilmente cinese o turco-tungusa, cosa comunque non anomala dato che i Baekje erano originari dello stato proto-coreano di Buyeo, nell'attuale Manciuria, potrebbe essere stato un girifalco o di un astore siberiano. Sebbene quest'episodio potrebbe essere del tutto fittizio, esso però conferma che i giapponesi stessi identificano nella falconeria una pratica straniera giunta a loro per tramite dei Cinesi e dei Coreani.
Le prove archeologiche rinvenute nei kofun (古墳?), le tombe a tumulo allora in uso nelle isole, comunque supportano le asserzioni del Nihon shoki: al 2005, nei tumuli erano state rinvenute un totale di 16 statuette votive ceramiche haniwa, 6 raffiguranti falconieri e 10 raffiguranti falchi; due frammenti di falconieri haniwa sono stati rinvenuti nel tumulo dell'imperatore Keitai (r. 507–531), capostipite dell'attuale dinastia il cui governo fu appunto caratterizzato da un'alleanza con i coreani di Baekje, ad Ibaraki (Osaka).

### Radicamento e diffusione
Nel corso dei successivi Periodi Nara (710–784) ed Heain (794–1185), il gusto del tennō e della sua Corte per la caccia con i rapaci portò risultati variegati: nell'818, l'imperatore Saga (r. 809–823) commissionò uno dei primi trattati sulla materia ad oggi pervenutici, lo Shinshū Yōkyō, basato su testi sino-coreani; appassionati falconieri furono anche gli imperatori Uda (r. 887–897), Daigo (r. 897–930), Ichijō (r. 986–1011), ecc.; tennō Shirakawa (r. 1073–1087) arrivò a fare della falconeria un suo assoluto privilegio, proibendola ai suoi sudditi; apposite riserve di caccia Kin'ya (?), con residenze imperiali e falconieri assegnati, furono istituite a Ōsaka, Kyōto e Nara; la falconeria divenne un soggetto particolarmente apprezzato dai poeti di corte: es. ne parlò il celebre Ōtomo no Yakamochi (718–785); ecc.
Questo strettissimo legame iniziale tra la falconeria ed il Trono del crisantemo ne fece fin da subito l'oggetto di pubbliche dimostrazioni di sfarzo e potere, creando una tradizione di splendidi costumi e attrezzature elaborate. Nessun manufatto di falconeria dell'epoca Nara o Heian è sopravvissuto ma possiamo immaginarli da documenti scritti e dipinti di epoche successive. L'estetica delle attrezzature di falconeria è sopravvissuta fino ad oggi.

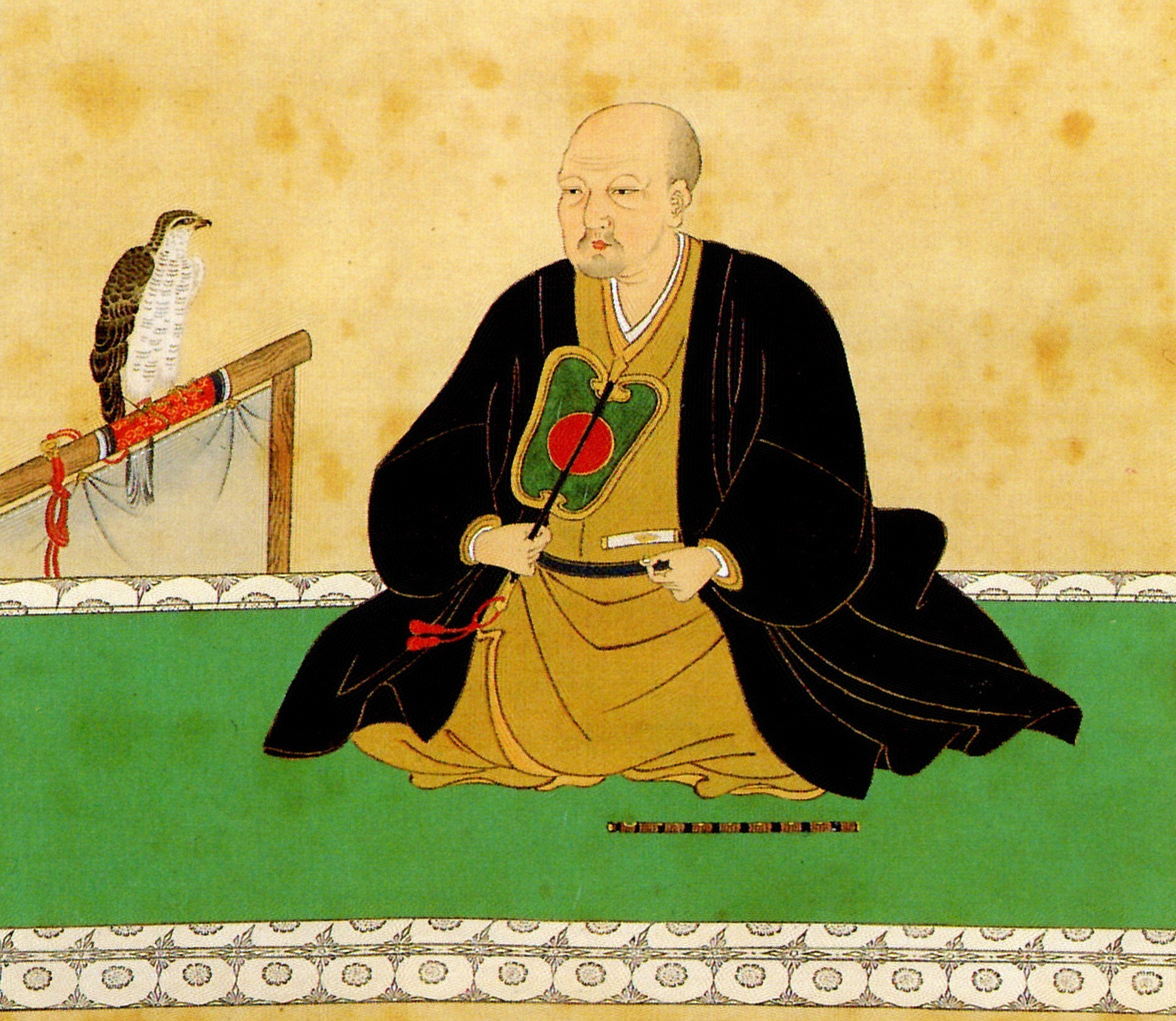
Il daimyō di Hirado, Matsura Takanobu (1529–1599), ritratto con il suo astore.

A quel tempo, la pratica della falconeria era un mezzo per risolvere le lotte tra i signori sulla proprietà della terra. I templi buddisti, sia in accordo ai loro ideali pacifisti e non-violenti, sia in ossequio alla volontà accentratrice dell'imperatore sia, non da ultimo, perché essi stessi grandi proprietari terrieri che potevano esserne danneggiati, s'opposero alla falconeria. I falconieri non cortigiani, per parte loro, controbatterono al divieto dottrinale con tesi buddhiste o ripiegarono a giustificazioni riconducibili allo Shintoismo, quali ad es. la presentazione di uccelli predati quali offerta sacrificale presso gli altari scintoisti durante i rituali estivi ed autunnali. Fu in questo contesto che la divinità sincretica shinto-buddista Hachiman divenne patrono della caccia, del tiro con l'arco e della falconeria. 
Nel frattempo, la diffusione della pratica portò alla formazione di diverse scuole (jp. ryū ) di falconeria, latrici di altrettanti stili: es. Jimyouin e Saionji nel Giappone occidentale e Nedsu, Seirai e Utsunomiya nel Giappone orientale. Sin dal XIII secolo, la nobiltà nipponica dei daimyō, soprattutto le famiglie legate allo shogun, il Kuge (公家?), prese a produrre testi di falconeria come prova della propria autorità in materia per svincolarsi dal retaggio sino-coreano. Sempre allora, i giapponesi marcarono un distinguo netto tra la caccia alla selvaggina di terra Makigari (巻狩?), come la caccia al cervo sika a cavallo, con arco e lancia, e la caccia alla selvaggina di penna con i rapaci, i.e. il Takigari. Nei rapporti vassallatici tra la Corte ed i signorotti delle province, lo scambio di preziosi rapaci da caccia prese ad essere sempre più frequente, inaugurando una pratica che avrebbe avuto, in seguito, grande diffusione.
Stante le volontà accentratrici imperiali che in Shirakawa avevano trovato il loro massimo esponente, la falconeria si diffuse anche al di fuori della Corte, interessando i potenti signori feudali delle province, i daimyō. Così, lo Shogunato Kamakura (1192–1333), il primo Bakufu della storia nipponica, la caccia con i rapaci era ormai per la classe nobile/guerriera del Sol Levante, non solo i daimyō ma anche la nuova classe emergente dei samurai, un aspetto fondamentale della vita sociale, similarmente a quanto stava accadendo in Europa, al punto che lo Shogun, signore de facto del paese con un imperatore ormai ridotto a carica rituale, doveva con una certa frequenza proibirla tramite appositi bandi. L'incrinarsi, in quegli anni, dei rapporti sino-giapponesi in ragione della fondazione della dinastia Yuan (1271–1368) di etnia mongola che tentò d'invadere l'Arcipelago (v.si Invasioni mongole del Giappone) sicuramente favorì la definitiva emancipazione del Takigari dalla falconeria sino-coreana. La situazione passò, immutata, dal primo al secondo bakufu, lo Shogunato Ashikaga (1336–1573), sotto il quale, essendo gli Ashikaga originari delle province orientali, i ryū di falconeria dell'impero iniziarono a condividere i loro differenti insegnamenti.
Data all'ultimo Periodo Kamakura la fortuna artistica, soprattutto pittorica, dei rapaci (aquile e falchi) nell'Arcipelago, basata nuovamente su modelli importati dalla Cina. Successivamente, sotto gli Ashikaga, i falchi divennero i soggetti principali dei dipinti, sempre per influenza di opere importate dalla Cina dei Ming (1368–1644) con cui gli shōgun riallacciarono contatti stabili venuta meno la minaccia mongola.
Il lungo periodo di caos politico che stroncò il potere degli Ashikaga, la c.d. "Epoca Sengoku" (1478–1605), concorse ad incentivare la falconeria: i vari signori della guerra nipponici facevano infatti a gara nel procacciarsi e nello scambiarsi reciprocamente falchi e falconi, non limitandosi più a farne un dono per la Corte com'era valso nei secoli precedenti, facendo della falconeria una pratica elitaria tanto quanto uno status symbol. Pare inoltre si debba attribuire a uno di questi signori della guerra, Asakura Norikage (1477–1555), il primo caso di allevamento in cattività dell'astore nel Sol Levante. Altro dato utile a comprendere la diffusione del fenomeno è che, dal XVI secolo, anche i semplici samurai presero a redigere trattati di falconeria.

### Formalizzazione

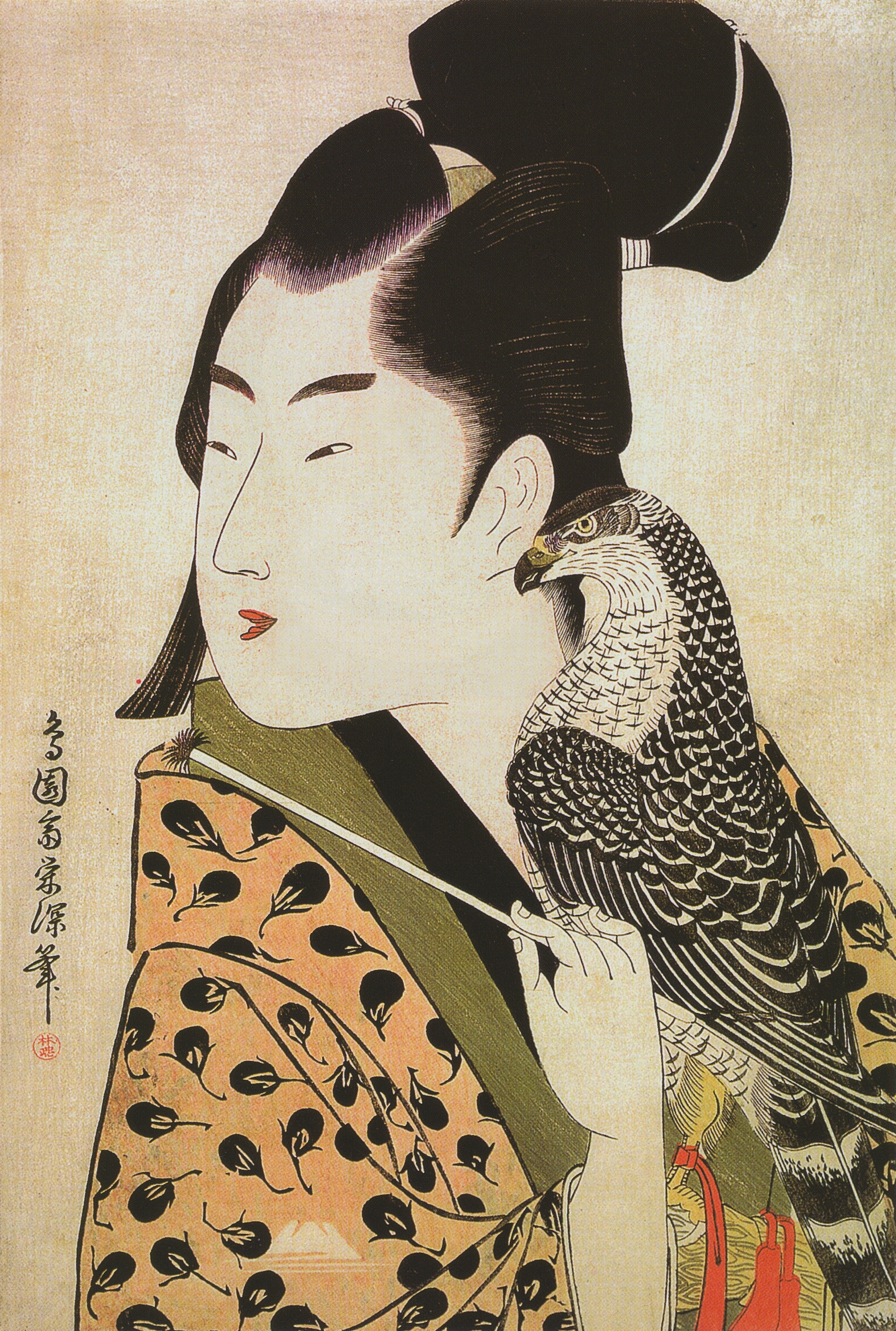
Donna con astore - dipinto di Chōensai Eishin (Periodo Kaisei).

Il caos del Sengoku si chiuse quando i c.d. "Grandi Unificatori", Oda Nobunaga, Toyotomi Hideyoshi e Tokugawa Ieyasu, sottomisero i vari signori della guerra ed estromisero definitivamente da potere gli Ashikaga. Rimasto solo al potere, Tokugawa fondò lo Shogunato Tokugawa ed inaugurò il Periodo Edo (1603–1868) che cristallizzò la società giapponese sino all'Età contemporanea. 
Appassionato falconiere, il primo shōgun Tokugawa (r. 1603–1605) codificò e promosse la falconeria tradizionale nipponica del Takigari quale strumento d'ostentazione dello status e del potere delle classi dominanti, al pari di altre pratiche tradizionali come il tiro con l'arco, la scherma e l'ippica, ad un tempo anche valvola di sfogo per le velleità marziali di un'aristocrazia, grande o piccola che fosse, che per secoli aveva fatto della pratica guerriera il proprio simbolo distintivo. La Takigari fu allora fatta oggetto di particolarissime misure restrittive e di controllo, similari sotto certi punti di vista a quelle messe in atto in Europa nel XIV-XV secolo (v.si "Libro di St Albans"): anzitutto, la falconeria fu proibita ai Kuge; le prede furono regolamentate in base allo status del falconiere, dalle oche, alle anatre sino ai pregiatissimi cigni; la pratica fu permessa solo all'interno di apposite riserve, le Takaba (鷹場?), e proibita altrove. È importante osservare che le takaba non erano, al contrario delle kin'ya imperiali, zone forestali bensì agricole:  i contadini ivi residenti erano costretti a fornire manodopera per la caccia, che spesso richiedeva giorni o addirittura settimane, ed era loro vietato interferire con il proliferare delle prede sulle loro terre, nonostante i danni che oche e altri animali potevano arrecare ai raccolti. 
La falconeria fiorì durante tutto il periodo Edo, con solo una breve interruzione imposta da shōgun Tokugawa Tsunayoshi (r. 1680–1709), bis-nipote di Ieyasu, regnante d'ideali non-violenti e filantropici che cercò di abolire la crudeltà verso gli animali.
Ormai puro status symbol, come anticipato, la falconeria ed i rapaci divennero sempre più soggetto di dipinti nel Periodo Edo: furono commissionate sempre più spesso immagini di caccia, di scuderie, di rapaci selvatici e persino ritratti di singoli uccelli preferiti. Sebbene la gente comune fosse tenuta lontana dalla falconeria, il suo interesse per essa diede origine alla produzione di alcuni Ukiyo-e (浮世絵? lett. "immagini del mondo fluttuante"), forma d'arte cara ai Chōnin (町人?) cioè alla nascente borghesia di Edo (attuale Tokyo), Osaka e Kyoto: es. i rapaci furono raffigurati da famosi artisti ukiyo-e come Hokusai (1760–1849), Hiroshige (1797–1858) e Kawanabe Kyōsai (1831–1889).

### Declino
Nella seconda metà del XIX secolo, il Giappone fu interessate da un radicale cambiamento nella struttura sociale e politica, il c.d. "Rinnovamento Meiji" (1868–1912), che riconsegnò il potere al tennō dopo secoli di dominio degli shōgun. In questo contesto, l'Agenzia della Casa Imperiale  (宮内庁?, Kunai-chō) fece del Takagari un'attività di pubblico dominio, togliendola dal monopolio dei samurai. L'operazione, volta a garantire una maggior diffusione alla pratica venatoria aviaria, intesa come patrimonio culturale del Sol Levante, non sortì però gli effetti voluti: mentre il Kunai-chō riuniva ex-falconieri e cercava di mantenere la loro tradizione, alcuni metodi andarono perduti, mentre altri furono tramandati ad appassionati privati.
Dopo la Seconda guerra mondiale, l'Agenzia della Casa Imperiale sospese la pratica della falconeria. Oggi la takagari è custodita da club formati da appassionati.

## Pratica ed equipaggiamento
Gli uccelli preferiti dai falconieri nipponici erano l'astore e lo sparviero, laddove invece, nel resto dell'Eurasia, si prediligeva il falco pellegrino. Altra particolarità del takigari è l'uso dell'astore per la caccia alle oche e alle gru.
Tramite lo Shinshū Yōkyō sappiamo che, nel IX secolo, i falconieri nipponici si servivano di un'apposita polsiera, il takatanuki, similare al mangalah della tradizione araba. Il ricorso al guanto da falconiere, lo Yugake, fu forse introdotto dall'utenza samurai delle ryū nipponiche trattandosi di una componente che figura tra i pezzi dell'armatura giapponese del tempo passato in uso anche ai praticanti del tiro con l'arco tradizionale nipponico. In generale, come anticipato, sin dal periodo arcaico la pratica della falconeria era stata ritualizzata ed ingentilita con splendidi costumi ed attrezzature elaborate.

### Esplicative
1. ↑  Una recente teoria vorrebbe lo Shinshū Yōkyō ispirato, forse addirittura parzialmente copiato, dal 鷹經T, Ying jingP, lett. "Canone dell'astore" redatto in Cina sotto la dinastia Han (206 a.C.–220 d.C.) - (EN) Paolo De Troia e Gabriele Tola, Xinxiu yingjing or Shinshū yōkyō? Preliminary Considerations on the Origin of the ‘New revised Goshawk Canon’, in Italian Association for Chinese Studies: Selected Papers, vol. 4, 2022,  pp. 53-68, ISBN 978-88-7543-516-5.

### Bibliografiche
1. 1 2 3 4  Soma 2015, p. 31.
2. 1 2 3  (EN) Takayo Kaku, Ancient Japanese falconry from an archaeological point of view with a focus on the early period (5th to 7th centuries AD), in Gersmann e Grimm 2018, pp. 1919-1936.
3. 1 2  (EN) Keiya Nakajima, Falconry in Japan. Big changes before and after Ehon Takakagami (late 19th century), in Grimm, Gersmann e Tropato 2020, pp. 1015-1038.
4. ↑  Soma 2015, p. 12.
5. ↑  (EN) Leslie V. Wallace, The early history of falconry in China (2nd to 5th centuries AD) and the question of its origins, in Gersmann e Grimm 2018, pp. 1847-1864.
6. ↑  (EN) Leslie V. Wallace, Early raptor and falconry imagery in China: four case studies (10th century BC until 8th century AD), in Grimm, Gersmann e Tropato 2020, pp. 569-586.
7. ↑  (EN) Leslie V. Wallace, Early raptor and falconry imagery in China: four case studies (10th century BC until 8th century AD), in Grimm, Gersmann e Tropato 2020, pp. 569-586.
8. ↑  (EN) Fangyi Cheng, From entertainment to political life: Royal falconry in China between the 6th and 14th centuries, in Gersmann e Grimm 2018, pp. 1865-1882.
9. 1 2  (EN) Ho-tae Jeon, Falconry in ancient Korea, in Gersmann e Grimm 2018, pp. 1891-1918.
10. ↑  Nihon shoki, cap. 11 Ōsasagi no Sumeramikoto.
11. 1 2  Sakamoto 1965, pp. 408-410.
12. ↑  (EN) Peter Wetzler, Hirohito and War: Imperial Tradition and Military Decision Making in Prewar Japan, University of Hawaii Press, 1998,  p. 101, ISBN 978-0-8248-6285-5.
13. 1 2  (JA) Kurakichi Shiratori, Honpou no Takajou Kigen Densetsu ni tsuite [Sulla leggenda delle origini della falconeria in Giappone], in Minzoku, vol. 1, n. 3, rist. Shiratori Kurakichi Zenshuu, Iwanami Shoten Press, pp. 61-79, Tokyo, 1970  [1926].
14. 1 2  Morimoto 2005b.
15. ↑  (JA) 兵庫県教育委員会 兵庫県の遺跡・遺物数の全国的な位置 (PDF).
16. ↑  Nihon shoki, cap. 17 Ōdo no Sumeramikoto.
17. ↑  (JA) Takayo Kaku, Ukai/Takagari wo arawasu Haniwa [Haniwa raffiguranti la caccia con il falco e quella con il cormorano], in Kodai, n. 117, Tokyo, 2004,  pp. 83-105.
18. 1 2 3 4 5 6 7  Morimoto 2005a.
19. 1 2  Nakazawa 2021, pp. 82-83.
20. 1 2 3  (JA) Masatake Yumino, Heian Jidai no Takagari ni tsuite [Sulla falconeria nel Periodo Heian Period], in Minshuushi Kenkyuu, n. 16, Tokyo, 1978,  pp. 2-16.
21. ↑  Nakazawa 2021, p. 86.
22. ↑  (JA) Hiroyuki Enomura, Nogyoukou no Seiritsu [Formazione della gita campestre dell'Imperatore], in Historia, n. 141, Osaka, 1993,  pp. 114-133.
23. ↑  Nakazawa 2021, p. 84.
24. 1 2  Nakazawa 2021, p. 85.
25. 1 2 3  (EN) Yuji Mizuno, A symbol of power: Japanese falconry images (8th to 17th centuries), in Grimm, Gersmann e Tropato 2020, pp. 969-988.
26. 1 2  (JA) Masahiro Akiyoshi, Nihon Kodai Youyou no Kenkyuu [Studi sull'allevamento tradizionale di falchi in Giappone], Kyoto, Shibunkaku Shupppan Press, 2004.
27. ↑  Nakazawa 2021, pp. 84-85.
28. ↑  Nakazawa 2021, pp. 86-87.
29. ↑  (JA) Keiko Ohsawa, Ashikaga Gakkou shozou kyuu-Okaya-ke-bon Hakuyouzu ni tsuite [Sulla copia ex-Okaya del Ritratto di falco bianco di Ashikaga Seminar], in Gakkou, n. 3, Ashikaga, 2003,  pp. 503-518.
30. ↑  Nakazawa 2021, pp. 85 e 89-90.
31. ↑  (EN) Louis Frédéric, Japan Encyclopedia, Harvard University Press, 2002,  pp. 993-994, ISBN 978-0-674-01753-5. URL consultato il 23 febbraio 2022.
32. ↑  Nakazawa 2021, p. 91.
33. ↑  (EN) Louis-Frédéric Nussbaum, Tokugawa, Tsunayoshi, in Japan Encyclopedia, 2005,  p. 979.
34. ↑  Jameson 1962, p. 2.
35. ↑  (EN) A.J. Bryant, The samurai: warriors of medieval Japan, 940-1600, illustrazioni di Angus McBride, Osprey Publishing, 1989.

### Fonti
- (JA) Ō no Yasumaro (a cura di), Annali del Giappone (日本書紀?, Nihon shoki), Sei storie nazionali (六国史?, Rikkokushi), n. 1, 720. ed. (JA) Tarō Sakamoto [et al.], Nihon Koten Bungaku Taikei: Nihon Shoki, vol. 1, Iwanami Shoten Publishing, 1965, ISBN 4-00-060067-2.
- (JA) Nuovo revisionato canone dell'astore (新修鷹經?, Shinshū Yōkyō), 818.

### Studi
- (EN) Karl-Heinz Gersmann e Oliver Grimm (a cura di), Raptor and human : Falconry and bird symbolism throughout the millennia on a global scale, Advanced studies on the archaeology and history of hunting, n. 1, 4 v., Wachholtz, 2018, ISBN 978-3529014901.
- (EN) Oliver Grimm, Karl-Heinz Gersmann e Anne-Lise Tropato (a cura di), Raptor on the fist : Falconry, its imagery and similar motifs throughout the millennia on a global scale, Advanced studies on the archaeology and history of hunting, n. 2, 2 v., Wachholtz, 2020, ISBN 978-3-529-01491-8.
- (EN) E.W. Jameson, The hawking of Japan : the history and development of Japanese falconry, University of California, 1962.
- (EN) Teruo Morimoto, A brief history of Japanese Falconry, in Gary Timbrell (a cura di), Falconry, a World Heritage : A symposium supported by the Government of the United Arab Emirates, 2005.
- (EN) Teruo Morimoto, Japanese falconry at glance, in NAFA Journal, vol. 44, North American Falconers Association, 2005.
- (EN) Katsuaki Nakazawa, Japanese Falconry in the Middle Age, in The Journal of Hawks, Hawking Grounds, and Environment Studies, vol. 5, 2021.
- (EN) Takuya Soma, Human and Raptor Interactions in the Context of a Nomadic Society: Anthropological and Ethno-Ornithological Studies of Altaic Kazakh Falconry and its Cultural Sustainability in Western Mongolia, Kassel University Press, 2015, ISBN 978-3862195657.